# Das grobe Hemd
Das grobe Hemd (Verleihtitel in Deutschland: Der Mann ohne Beruf) ist ein österreichischer Stummfilm von Fritz Kaufmann aus dem Jahr 1927. Die Hauptrollen wurden mit Fritz Alberti, Alfons Fryland und Wolf Albach-Retty besetzt, der in diesem Film sein Debüt vor der Kamera gab. 
Das Drehbuch basiert auf dem gleichnamigen Volksstück von Carl Karlweis, das 1898 im Magazin für Literatur erstmals veröffentlicht wurde.

## Handlung
Anton Schöllhöfer hat es aus einfachsten Verhältnissen kommend bis zum reichen Fabrikanten gebracht. Inzwischen hat er sich zur Ruhe gesetzt, was seinem Lebensstandard keinen Abbruch tut, da er genug Vermögen angehäuft hat. Schon immer war Schöllhöfer der Meinung, dass Geld die Welt regiere und diejenigen, die es nicht wie er machen würden, dumm seien. Das sagt er auch jedem, ob er es hören will oder nicht. Schöllhöfer hat einen Sohn und eine Tochter. Sein Sohn Max hat ein Ingenieurstudium absolviert und ist dann auf Reisen gegangen. Er lebt gut vom Geld seines Vaters, der dagegen nichts einzuwenden hat, denn schließlich hat man es ja. Als Max sich dann doch nach einer Stellung umsieht, lässt sein Vater ihn gewähren. Der junge Mann bezeichnet sich als Sozialist und ist der Meinung, dass sein Vater das Geld, das er besitzt, indirekt den Arbeitern gestohlen habe, die sich dafür hätten schinden müssen. Max ignoriert allerdings, dass er sehr gut von diesem Geld lebt. 
Anton Schöllhöfer, der eine gehörige Portion Bauernschläue sein eigen nennt, fasst nun den Entschluss, seinem leicht beeinflussbaren Sohn vor Augen zu führen, was passiert, wenn er ohne das Geld seines Vaters auskommen muss. So behauptet er, er habe sein Vermögen verspekuliert und nun sei es an Max, ihn und seine Schwester durch seiner Hände Arbeit zu unterhalten. Franzi Schöllhofer kommt wider Erwarten gut mit der Situation zurecht, bei Max jedoch sieht das ganz anders aus. Ausgerechnet er ist nicht in der Lage, das „grobe Hemd“, das ihm sein Vater zugedacht hat, anzuziehen. Max ist heidenfroh und lebt erst wieder auf, als sein Vater ihm gesteht, dass er ihm nur etwas vorgemacht hat und das Vermögen nach wie vor zur Verfügung steht.    

## Produktion, Hintergrund, Veröffentlichung
Produktionsfirma war die Allianz Film GmbH (Wien). Für die Filmbauten war Hans Ledersteger verantwortlich. Das von Karlweis verfasste Volksstück in vier Akten wurde erstmals am 1. Februar 1897 im Deutschen Volkstheater aufgeführt. Rosa Albach-Retty, die Mutter von Wolf Albach Retty, der im Film sein Debüt gab, spielte seinerzeit eine Rolle im Stück. Der Kritiker Hermann Bahr äußerte zur Uraufführung des Volksstücks, Karlweis habe mit seinem neuen Stück „alle Erwartungen übertroffen“.
Bei der Uraufführung des Films am 2. Juli 1927 im Wiener Kosmos-Filmtheater handelte es sich um eine Pressevorführung, Massenstart war am 23. September 1927. In Deutschland wurde der Film am 27. Juni 1928 von der Zensur unter der Nummer B.19361 für „jugendfrei“ erklärt und kam danach in die Kinos.